# Saucière

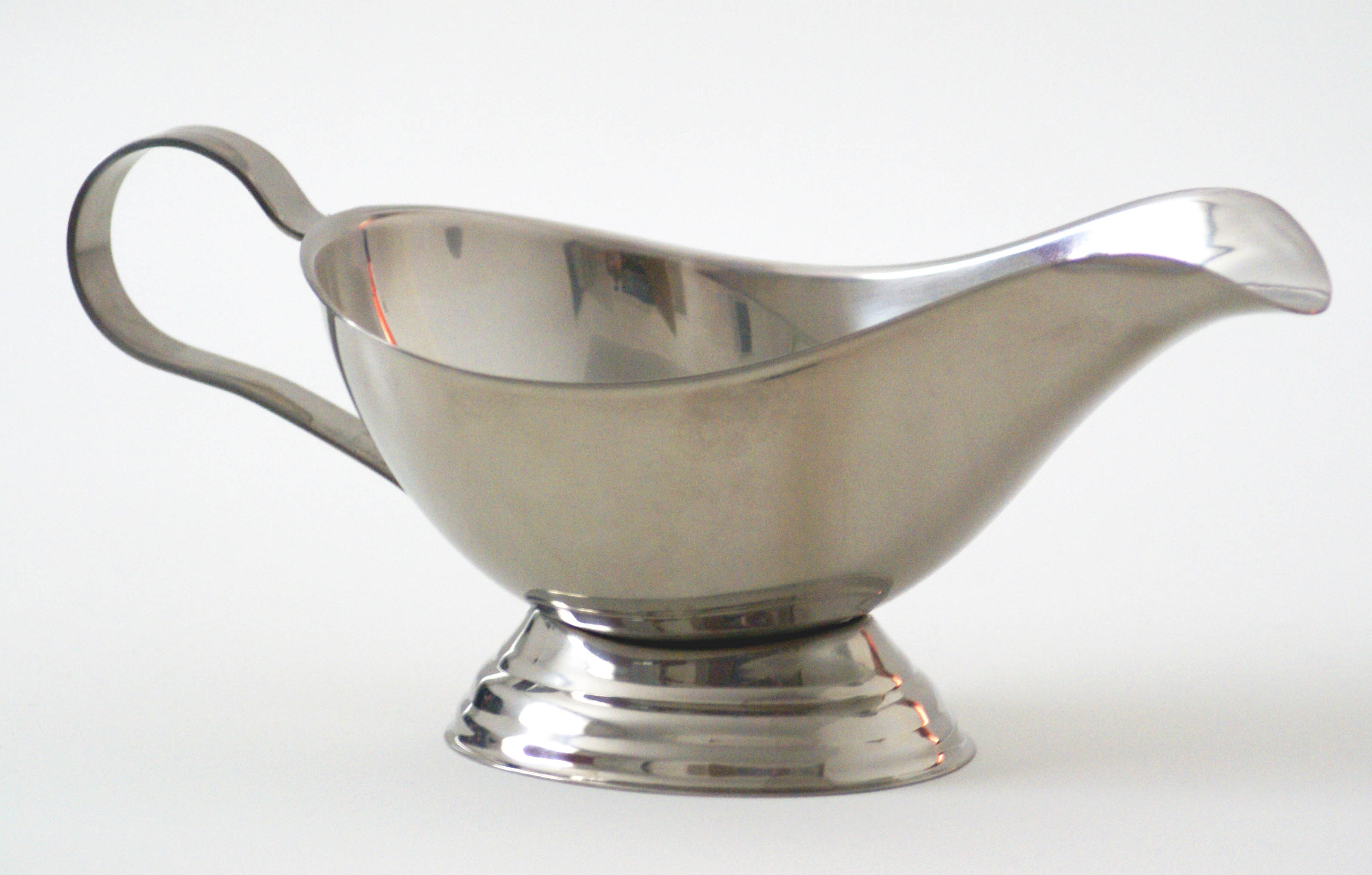
Saucière en inox

Une saucière est un contenant oblongue, rappelant la barque, la plupart du temps doté d'une anse et d'un bec, dans lequel sont servies des sauces lors de repas. Cet ustensile de cuisine est souvent accompagné d'une assiette sur laquelle il repose.

## Histoire

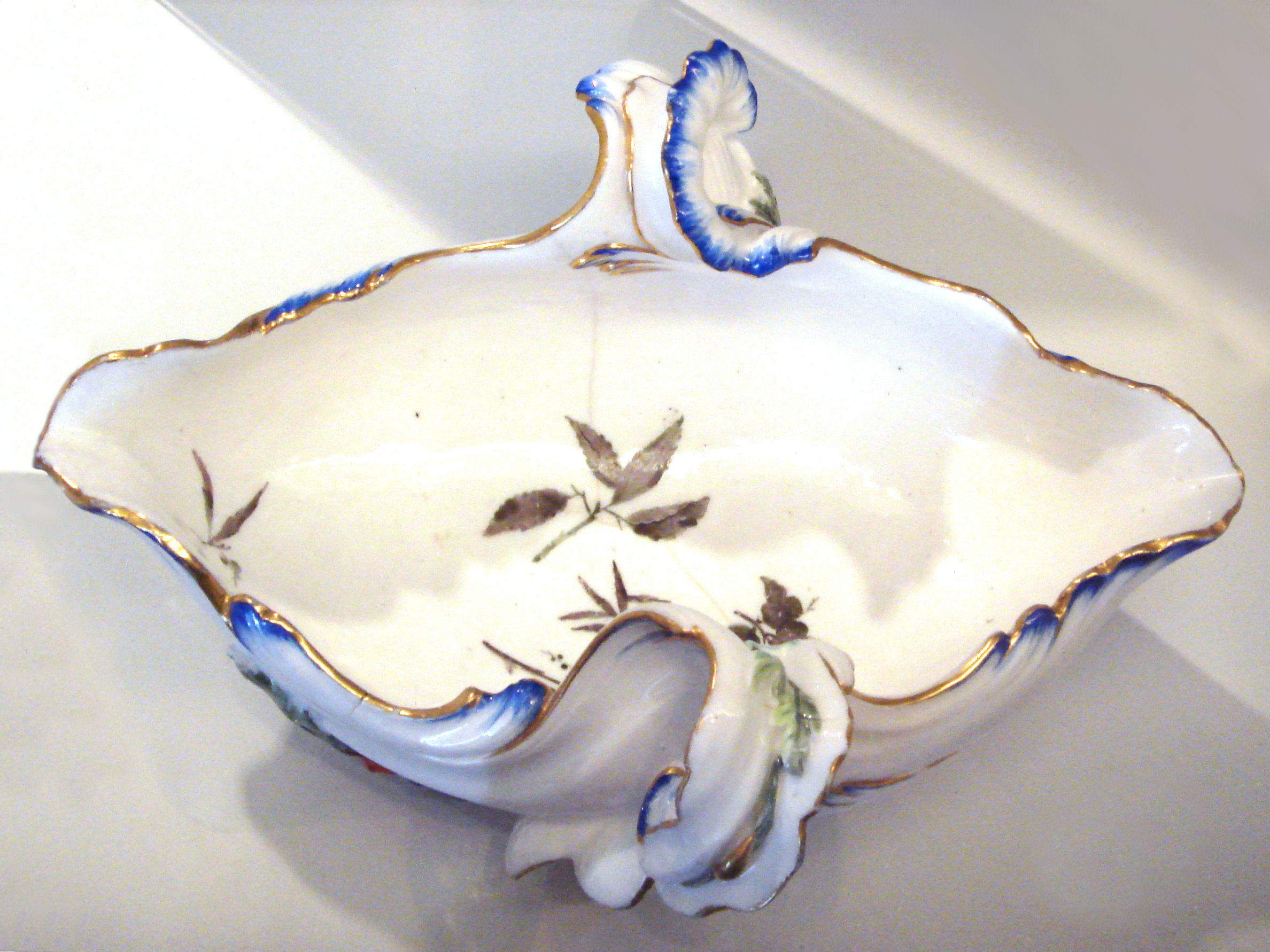
Saucière Duplessis Vincennes, 1756

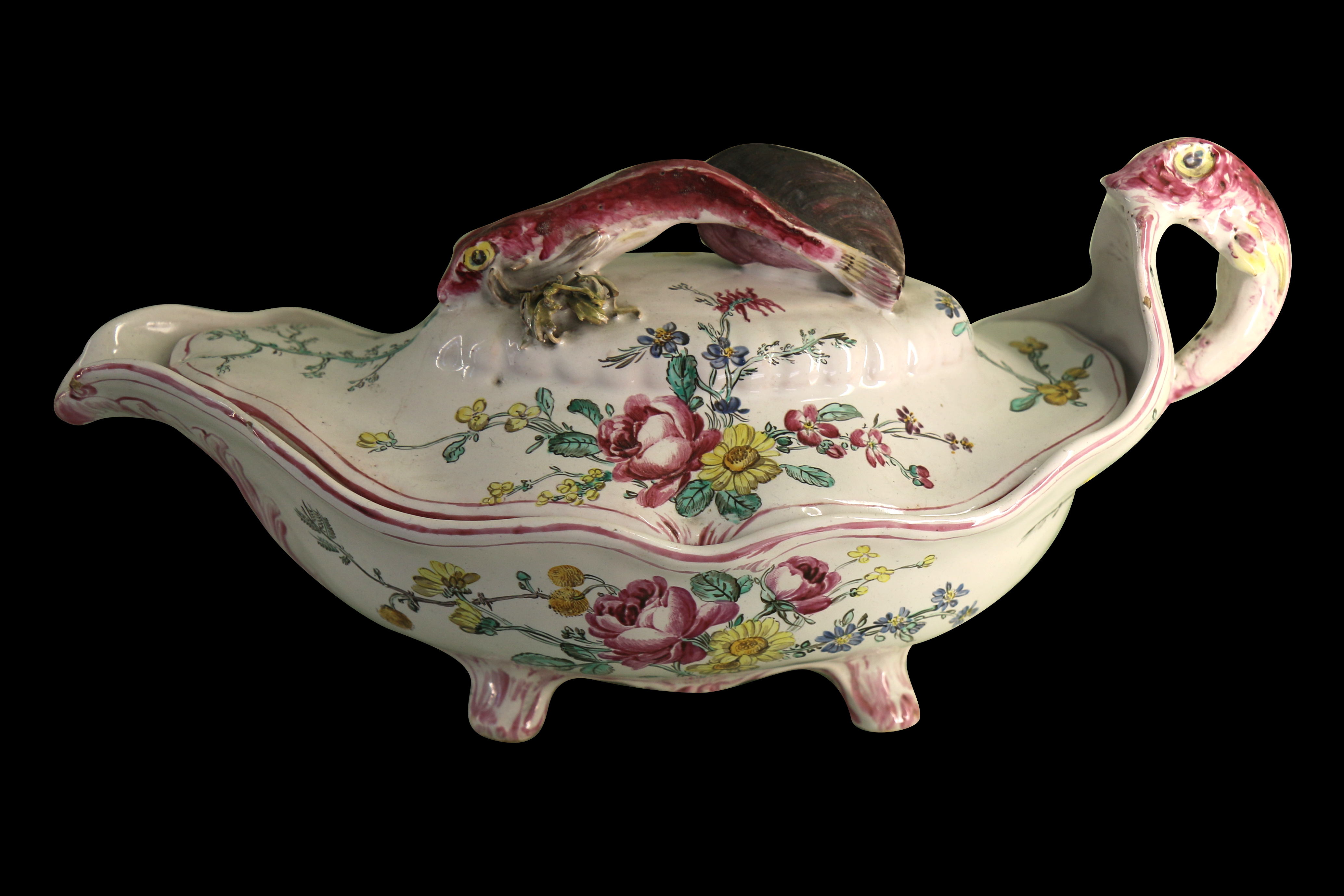
Saucière en faïence, Marseille, Seconde moitié du XVIIIe siècle.

Bien que certains récipients aient été identifiés comme ayant contenu des sauces depuis des temps anciens, l'utilisation moderne des saucières date de la cour française du XVIIe siècle. On fait le récit de saucières en argent à deux anses ou deux becs dès 1690, semblant s'être développées en réponse à la nouvelle cuisine. L'influence française était présente dans l'Angleterre du XVIIIe siècle, période durant laquelle ces récipients étaient copiées en argent anglais, puis, à partir des années 1740, en porcelaine anglaise.
Durant la deuxième moitié du XVIIIe siècle, l'allure élaborée des premières saucières en porcelaines furent simplifiées en réponse à la demande croissante du marché émanant des classes populaires et moyennes. Une large variété de ces modèles furent produits, diminuant l'influence des modèles en argent.

## Further reading
- The Food Lover's Companion, 2nd edition, by Sharon Tyler Herbst.
- Britannica History
- British Porcelain Sauceboats of the 18th century, by Nicholas Panes, 2009.